# Küdow-Lüchfeld
Küdow-Lüchfeld ist ein Ortsteil der Gemeinde Temnitztal im Landkreis Ostprignitz-Ruppin in Brandenburg. Der Ortsteil, der aus den beiden Wohnplätzen Küdow und Lüchfeld besteht, liegt im nordöstlichen Bereich der Gemeinde an der Kreisstraße K 6805. Nördlich verläuft die B 167 und östlich die A 24.

## Geschichte

### Eingemeindungen
Am 1. November 1961 schloss sich Lüchfeld mit Küdow zur neuen Gemeinde Küdow-Lüchfeld zusammen. Am 30. Dezember 1997 wurde aus dem freiwilligen Zusammenschluss der bis dahin selbstständigen Gemeinden Kerzlin, Küdow-Lüchfeld, Rohrlack, Vichel und Wildberg die Gemeinde Temnitztal gebildet. Seither ist Küdow-Lüchfeld ein Ortsteil der Gemeinde Temnitztal.

## Sehenswürdigkeiten

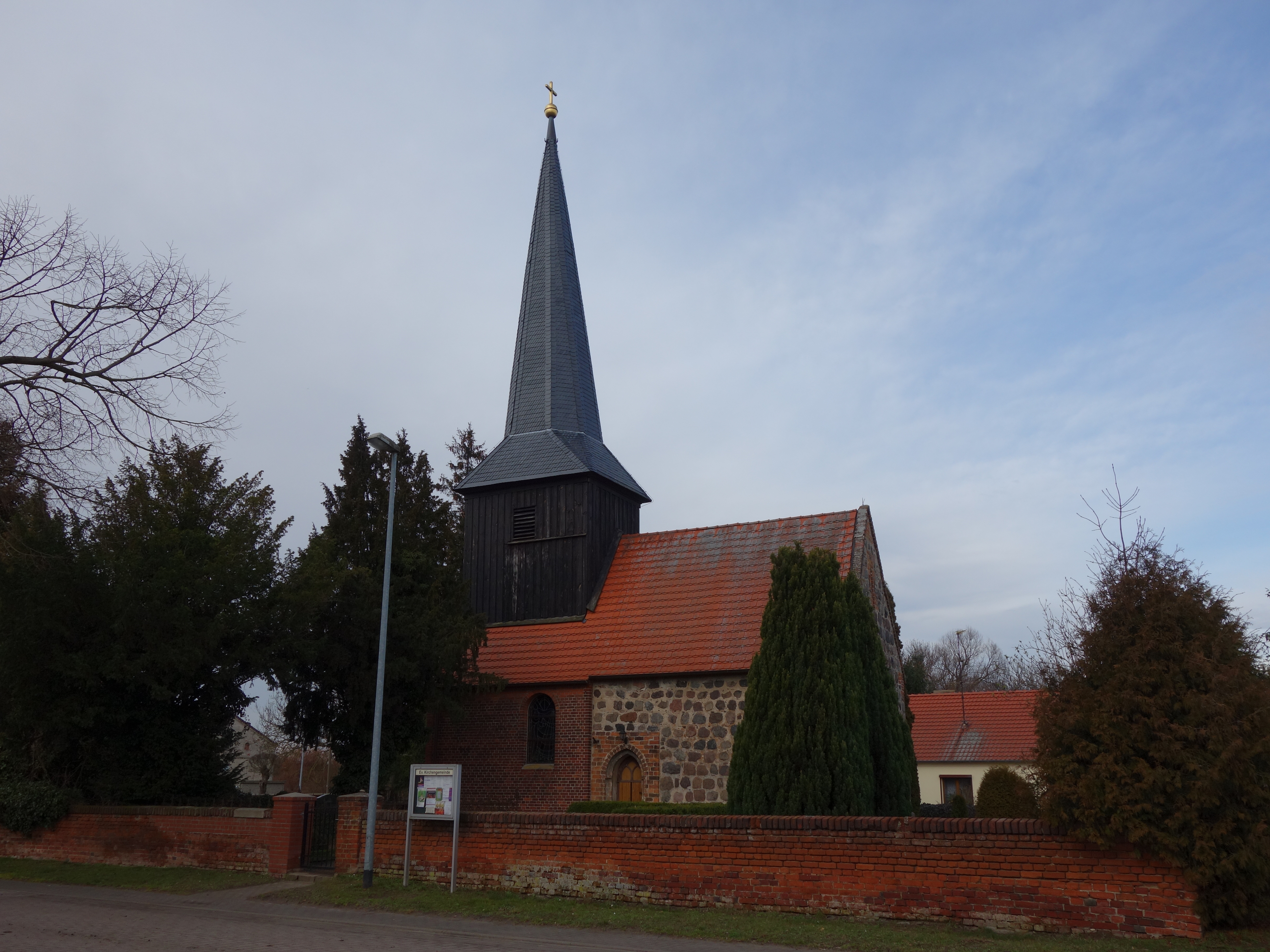
Dorfkirche in Küdow (2016)

In der Liste der Baudenkmale in Temnitztal sind für Küdow-Lüchfeld drei Baudenkmale aufgeführt:
- Dorfkirche in Küdow
- Dorfkirche in Lüchfeld
- Gemauerter Brunnen, auf dem Vorwerk (Hauptstraße 40) in Lüchfeld